# Maculobates albulus
Maculobates albulus är en kvalsterart som först beskrevs av Hammer 1972.  Maculobates albulus ingår i släktet Maculobates och familjen Liebstadiidae. Inga underarter finns listade i Catalogue of Life.